# Hivzija Hasandedić
Hivzija Hasandedić (1. července 1915 Jablanica, Bosna a Hercegovina – 22. března 2003 Mostar, Bosna a Hercegovina), variantně též jako Hifzi, byl bosenskohercegovský pedagog, archivář a historik bosňáckého původu.

## Život
Základní vzdělání ukončil v obci Seonica v okresu Konjic, poté v Sarajevu navštěvoval Gazi Husrev-begovu medresu (1927–1935) a Vyšší islámskou šarí‘atsko-teologickou školu (1935–1939). Mezi lety 1940 a 1945 pracoval jako učitel náboženství v mostarské měšťanské škole. Roku 1945, tedy již za komunistické vlády, získal místo referenta ve Statistickém úřadu Oblastního národního výboru a nato roku 1954 v Arhivu Hercegoviny. Roku 1976 odešel do důchodu.
Hasandedić je autorem řady monografií a bezpočtu odborných článků, které se věnují studiu dějin osmanského kulturního dědictví v Hercegovině.

## Dílo

### Monografie a rozsáhlejší práce
- Povijest Seonice i njenih porodica (Dějiny Seonici a jejího okolí, Sarajevo 1939), separát, původně v periodiku Novi behar
- Mustafa-Sidki ef. Karabeg: mostarski muftija od 1857. do 1878. godine i okupacija Mostara (Mustafa-Sidki ef. Karabeg: mostarský muftí v letech 1857–1878 a okupace Mostaru, Sarajevo 1944), separát, původně v periodiku el-Hidaje
- Katalog arapskih, turskih i perzijskih rukopisa Arhiva Hercegovine (Katalog arabských, tureckých a perských rukopisů v Archivu Hercegoviny, Mostar 1977)
- Spomenici kulture turskog doba u Mostaru (Kulturní památky z tureckého období v Mostaru, Mostar 1980, rozš. Mostar 2005)
- Muslimanska baština u istočnoj Hercegovini (Muslimské kulturní dědictví ve východní Hercegovině, Sarajevo 1990)
- Muslimanska baština Bošnjaka u južnoj (srednjoj) Hercegovini (Muslimské kulturní dědictví Bosňáků v jižní (střední) Hercegovině, Mostar 1997, Sarajevo 2017)
- Muslimanska baština Bošnjaka II: Herceg-Novi i okolina, Vrgorac i okolina, Imotska krajina, Makarsko primorje, zapadna Hercegovina (Muslimské kulturní dědictví Bosňáků II: Herceg-Novi a okolí, Vrgorac a okolí, Imotska krajina, Makarské přímoří, západní Hercegovina, Mostar 1999, Sarajevo 2017)
- Mostarski Vakifi i njihovi vakufi (Mostarští fundátoři a jejich nadace, Mostar 2000)
- Zagledan u islam (Zahloubaný do islámu, Mostar 2001)
- Genealoška istraživanja: porijeklo i status, istaknuti pojedinci nekih muslimanskih porodica u Hercegovini (Genealogické studie: původ a status, význační členové některých muslimských rodin v Hercegovině, Mostar 2009)
- Sidžil blagajskog kadije: 1728.–1732. godine (Sidžil blagajského kádího z let 1728–1732, Mostar 2009), regestář
- Sidžil nevesinjskog kadije: 1767.–1775. godine (Sidžil nevesinjského kádího z let 1767–1775, Mostar 2009), regestář
- Sidžil mostarskog kadije: fragmenti iz 1635.–1793. godine (Sidžil mostarského kádího: frangmenty z let 1635–1793, Mostar 2011), regestář
- Sidžil mostarskog kadije: fragmenti iz 1765.–1769. godine (Sidžil mostarského kádího: frangmenty z let 1765–1769, Mostar 2014), regestář
- Sidžil mostarskog kadije: 1828.–1842. godine (Sidžil mostarského kádího z let 1828–1842, Mostar 2015), regestář